# Нефедівці
Нефе́дівці — село в Україні, у Староушицькій селищній територіальній громаді Кам'янець-Подільського району Хмельницької області.

## Назва
Село заснували втікачі — кріпаки, що оселилися на річці Студениці. Першим жителем був Федь, який отаборився на правому березі річки, а жителі лівого берега Студениці — не — федівцями.

## Географія
Село розташоване на східній частині району, на найвищих рівнинах Подільського плато. Південно-східна частина села спускається в яр, у якому тече річка Студениця, що впадає в Дністер.
Ґрунти глинисті, важкі для обробітку, але дуже родючі, у південній частині багаті на вапняки та будівельний камінь.

### Клімат
Нефедівці знаходяться в межах вологого континентального клімату із теплим літом, у так званому «теплому Поділлі», тут весна настає на 2 тижні раніше. Але діяльність людини досить часто призводить до екоциду, поганих змін та глобального потепління. Рівень наповнення річок водою по області становить лише 20 % від необхідного стандарту, значна частина земної поверхні стає посушливою. Для покращення ситуації варто було б проводити ревайлдинг, відновлювати екосистеми та лісові насадження.

## Історія
Село Нефедівці вперше в історичних документах згадується в 1460 році в списках сіл, з яких збирали десятину кам'янецькі римсько-католицькі єпископи. Село заснували втікачі-кріпаки, що оселилися на річці Студениця. Першим жителем був Федь, який отаборився на правому березі річки, а жителів лівого берега Студениці назвали Нефедівці. Неписьменність, безземелля та злидні — ось характерні ознаки села того часу.
В 1777 році в селі побудовано дерев'яну церкву. В той час село належало до Китайгородського ключа (відомства, що збирало, зберігало медову та інші долини маєтків Потоцьких). Від них маєток перейшов до графів Мошинських, пізніше належав графам Шемберкам та Міллерам.
В місцевій вільній торгівлі на основні сільськогосподарські продукти існували такі ціни: чверть (210 літрів) жита коштувала 1 карбованець 20 копійок, пшениці та кукурудзи — 2 карбованці 10 копійок, ячменю, вівса, гречки — 1 карбованець 05 копійок, проса і картоплі — 1 карбованець, відро горілки — 1 карбованець 50 копійок сріблом.
19 лютого 1861 року скасовано кріпосне право. На честь цієї події в багатьох селах Поділля на в'їздах встановлювали пам'ятні фігури, такі збереглись в селах: Нігин, Черче. В кінці лютого цього ж року село Нефедівці віднесене до Грушківського волосного правління.
В 1882 році в Нефедівцях відкрито церковнопарафіяльну школу, а з 1896 року школа розміщувалась у спеціально збудованому кам'яному будинку. В 1909 році в Нефедівцях проживало 1135 жителів, у земле-користуванні селяни мали 843 десятини землі.
Село обслуговувалось Жванчицькою лікарнянською дільницею. У 1913 році в Нефедівцях налічувалось 305 дворів.
У січні 1918 року в селі проголошено радянську владу, а в кінці лютого село було захоплено німцями, у грудні село було звільнене армією УНР. Влада у населеному пункті переходила із рук в руки до 15 листопада 1920 року, коли село окупували підрозділи 41-ї дивізії радянської армії.
Радянська окупація принесла колективізацію та розкуркулення, мешканці села зазнали репресій.
У січні 1921 року відновила заняття єдина трудова школа першого ступеня, у якій навчалось 54 учні. Першим учителем нової школи був Гарбар Прохор. За переписом населення в той час в Нефедівцях проживало 1133 жителі. 13 грудня 1921 року в селі організовано хату-читальню. У 1922 році в Нефедівцях організовано пункт ліквідації неписемності.
З 30 квітня по 4 травня спеціальною комісією проведено вилучення цінностей церкви на користь голодуючих. В березні 1923 року за новим адміністративно-територіальним поділом в Подільській губернії ліквідовано повіти та волості. Населені пункти Нефедівської сільради (с. Нефедівці, присілок Гусанівка, присілок Лучки, хутір Яр Нефедівський) включені до складу створеного Китайгородського району Кам'янецького округу. В землекористуванні селян було 2255 десятин землі. Учителем Нефедівської єдиної трудової школи І ступеня (трирічка) був Ганасюк Володимир Іванович.
У 1925 році відсоток найважливіших сільськогосподарських культур в селянських господарствах села Лучок, Нефедовець становив: жито озиме — 32,6 %, пшениця озима — 10,5 %, ячмінь — 2,4 %, овес — 2,7 %, гречка — 5,3 %, кукурудза — 14,4 %, мішанка — 20,8 %, картопля — 5,2 %, цукровий буряк — 0,35 %.
У 1926 році в селі діяло сільськогосподарське кредитне товариство «Нове життя». В тому ж році було створено Нефедівське сільське споживче товариство. В 1927 році організовано тут садово-виноградарське товариство «Новий садок». За даними Всесоюзного шкільного перепису в Нефедівській трудовій школі І ступеня навчалось 99 учнів.
В 1932–1933 селяни села пережили голодомор.
По закінченню Другої світової війни у 1946—1947 роках мешканці села вчергове пережили голод.
З 1991 року в складі незалежної України.
9 серпня 2017 року Архієпископ і Митрополит Тернопільсько-Зборівський Василь (Семенюк) здійснив Чин освячення каплиці на честь Різдва Пресвятої Богородиці в селі Нефедівці
7 вересня 2017 року шляхом об'єднання сільських рад село увійшло до складу Староушицької селищної громади. Об'єднання в громаду має створити умови для формування ефективної і відповідальної місцевої влади, яка зможе забезпечити комфортне та безпечне середовище для проживання людей.

## Населення
На початку XX століття у Нефедівцях налічувалося 430 дворів (господарств) і 1782 жителів, у присілку Гусанівка — 48 дворів і 185 жителів, у присілку Лучки — 76 дворів, 407 жителів, у хуторі Яр Нефедівський — 8 дворів і 36 жителів.
Станом 2001 рік населення становить 634 осіб.

### Мова
У селі поширені західноподільська говірка та південноподільська говірка, що відносяться до подільського говору, який належить до південно-західного наріччя.

## Відомі люди

### Перебували, проживали
- Марцін Калиновський — польський шляхтич, військовик, власник маєтків. Був власником чи посідачем Гусятина, Гуменців, Нефедівки, Дем'янківців.
- Тимчук Сергій Артемович — агроном та український політик.

## Охорона природи
Село лежить у межах національного природного парку «Подільські Товтри». На північ від села Нефедівці розташовані Павлові криниці.

## Галерея

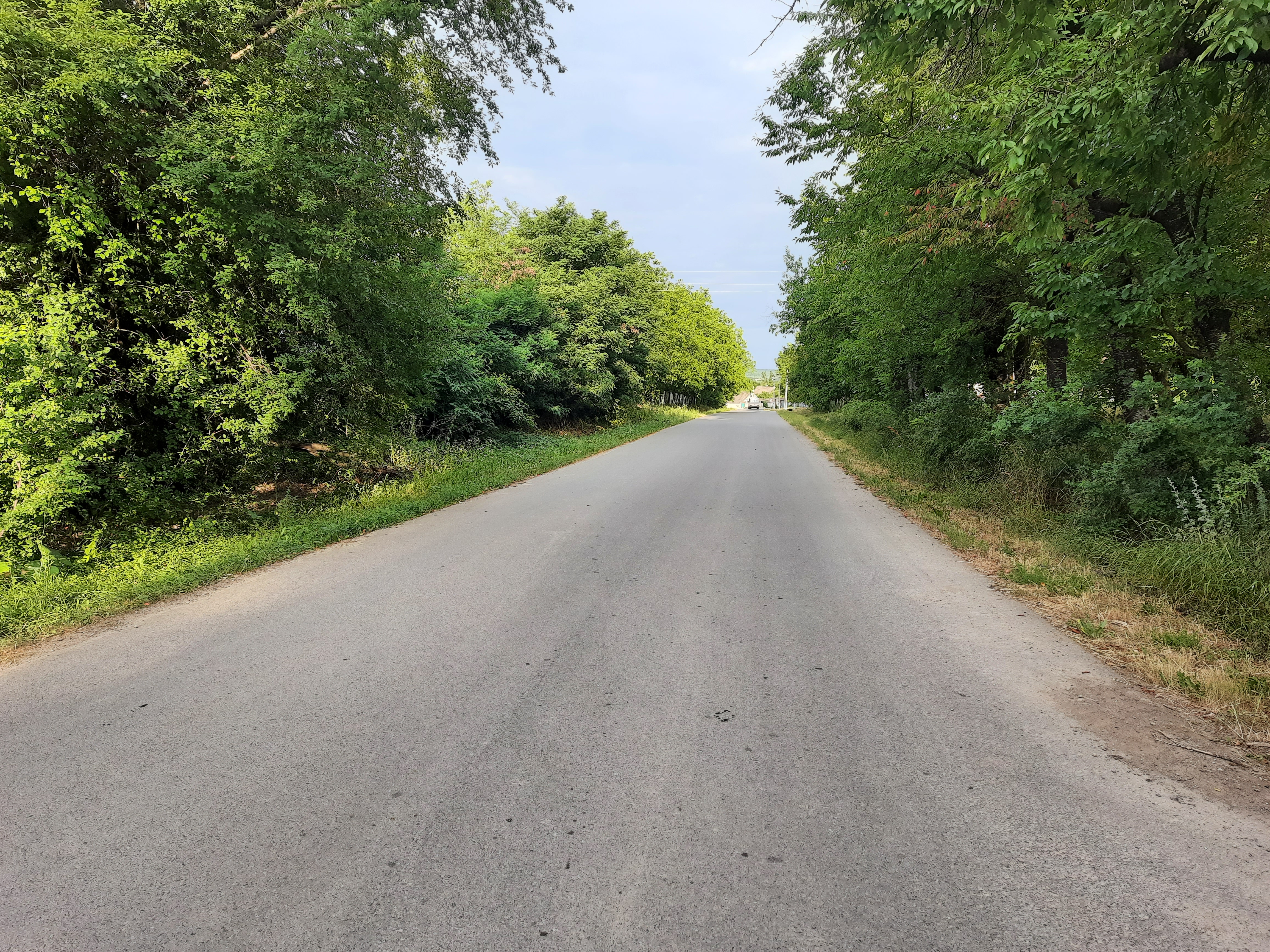
Дорога в село
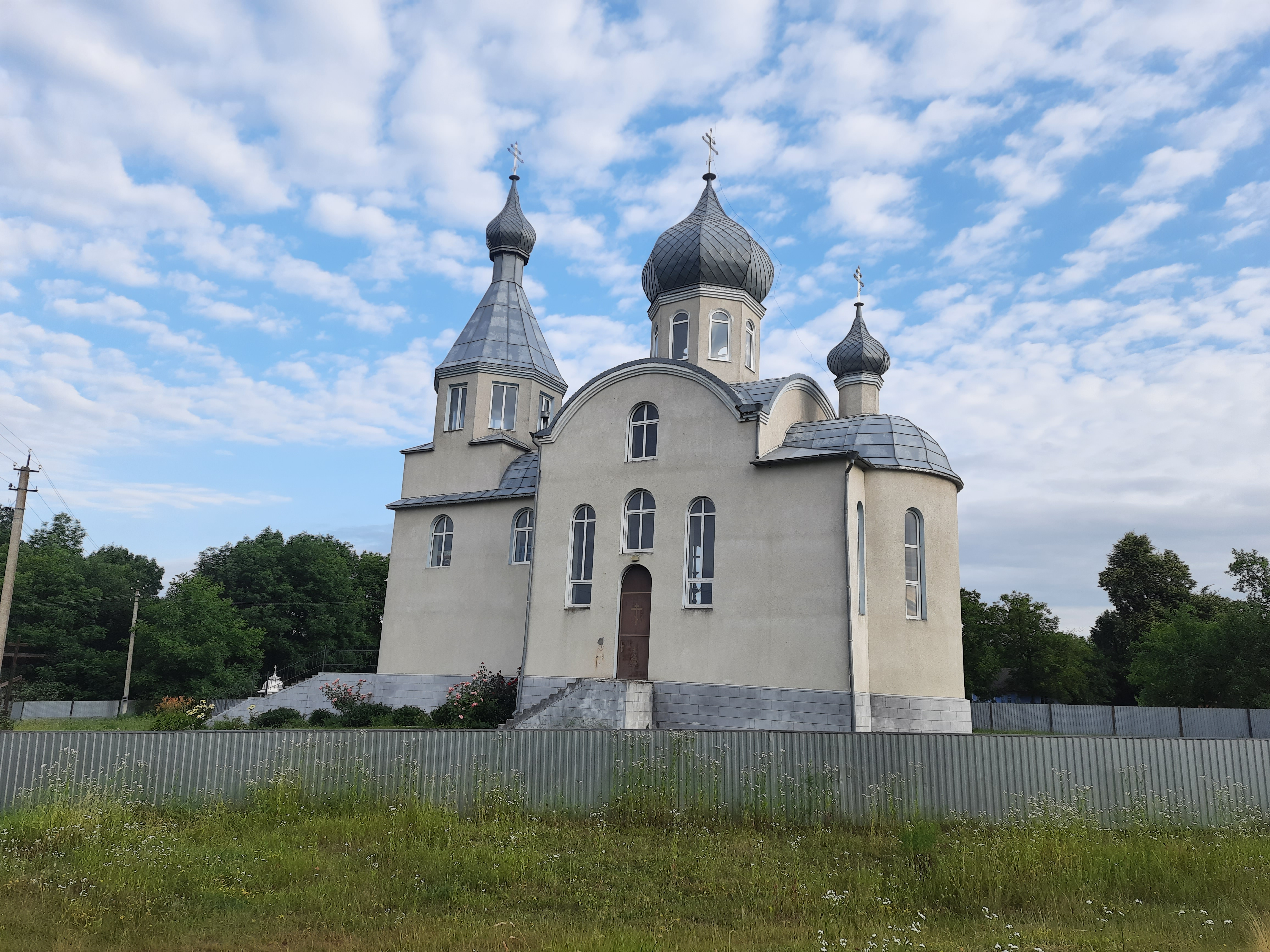
Церква Різдва Божої Матері. УПЦ
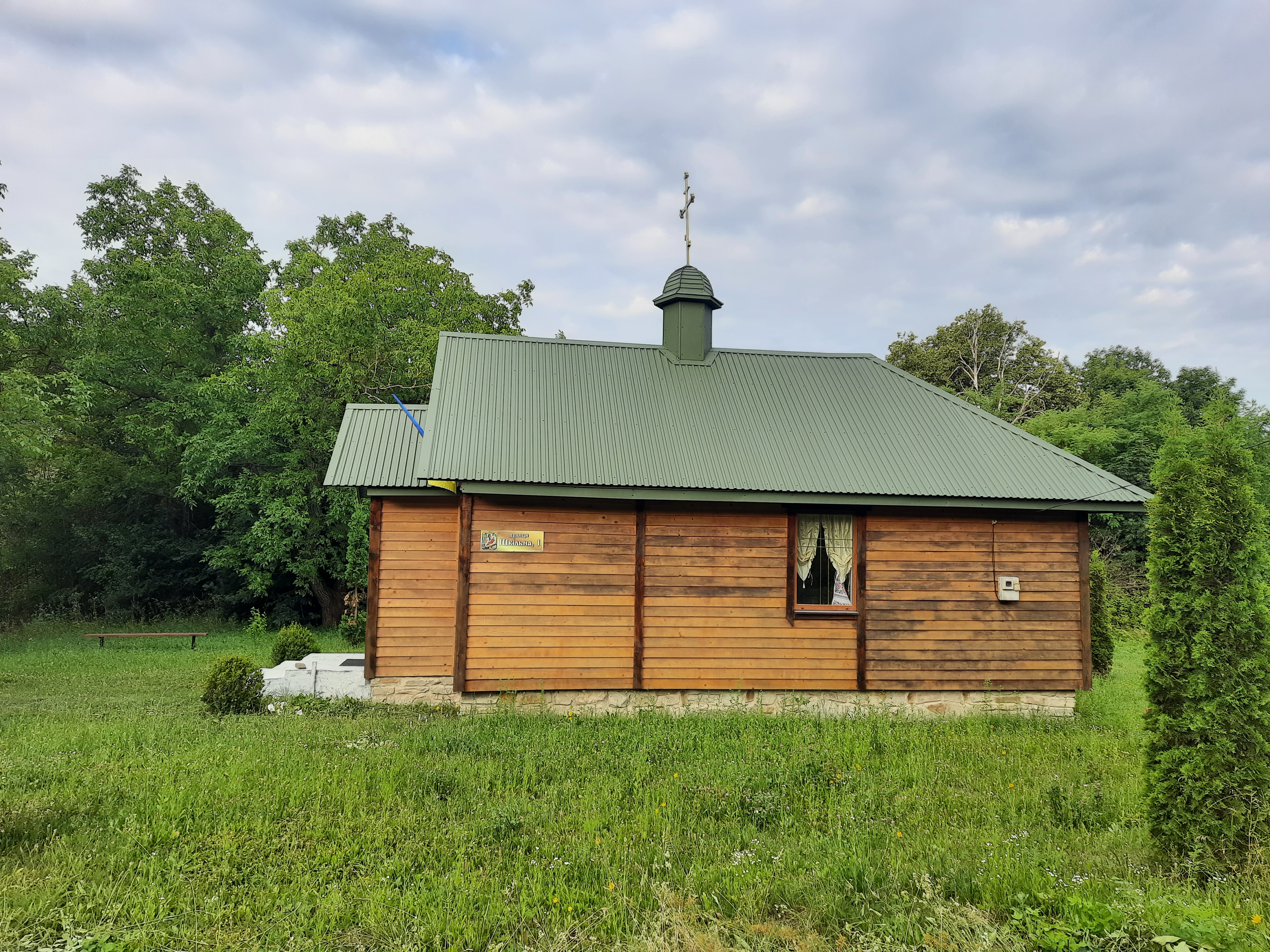
Церква  УГКЦ
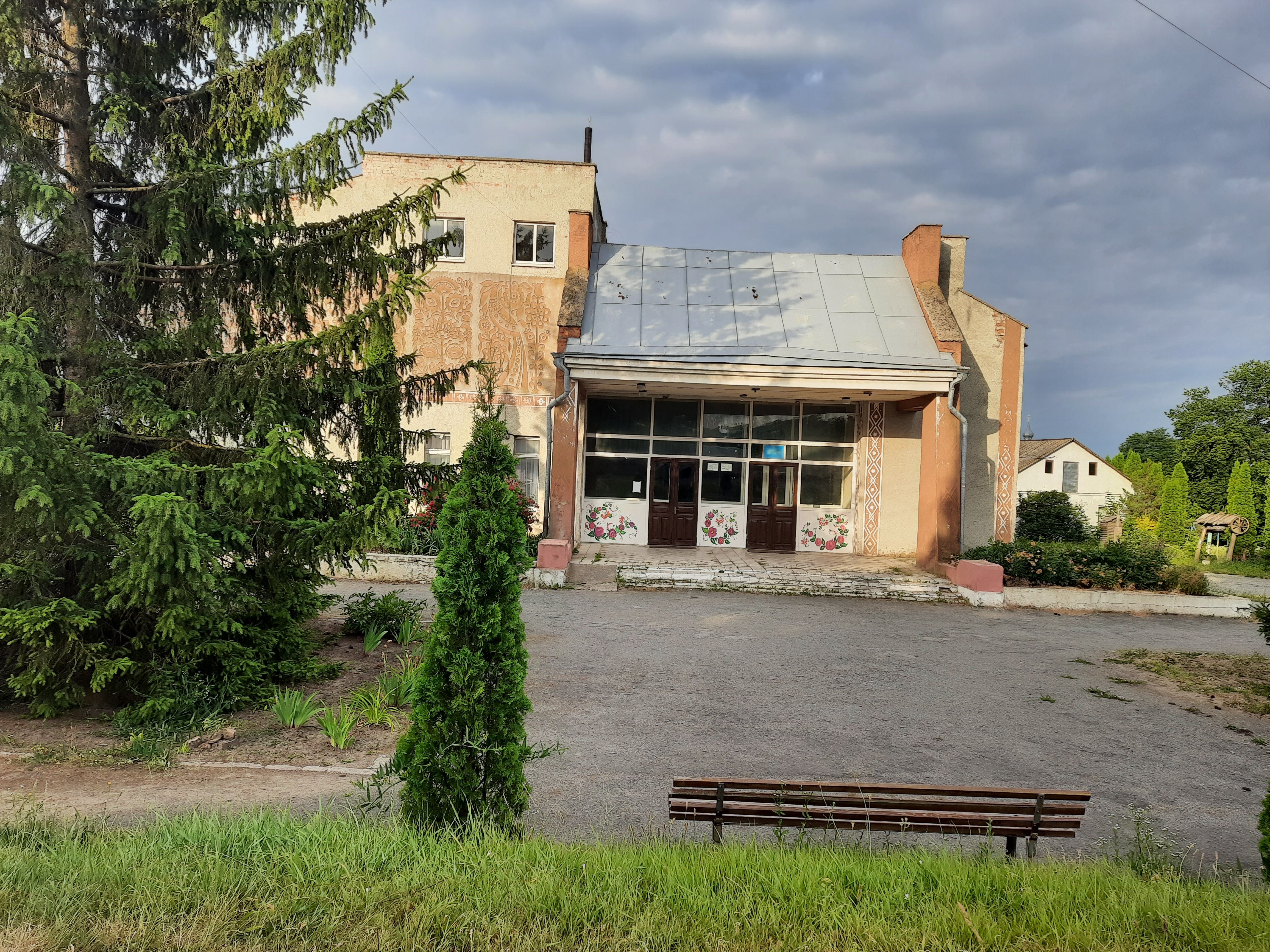
Будинок культури
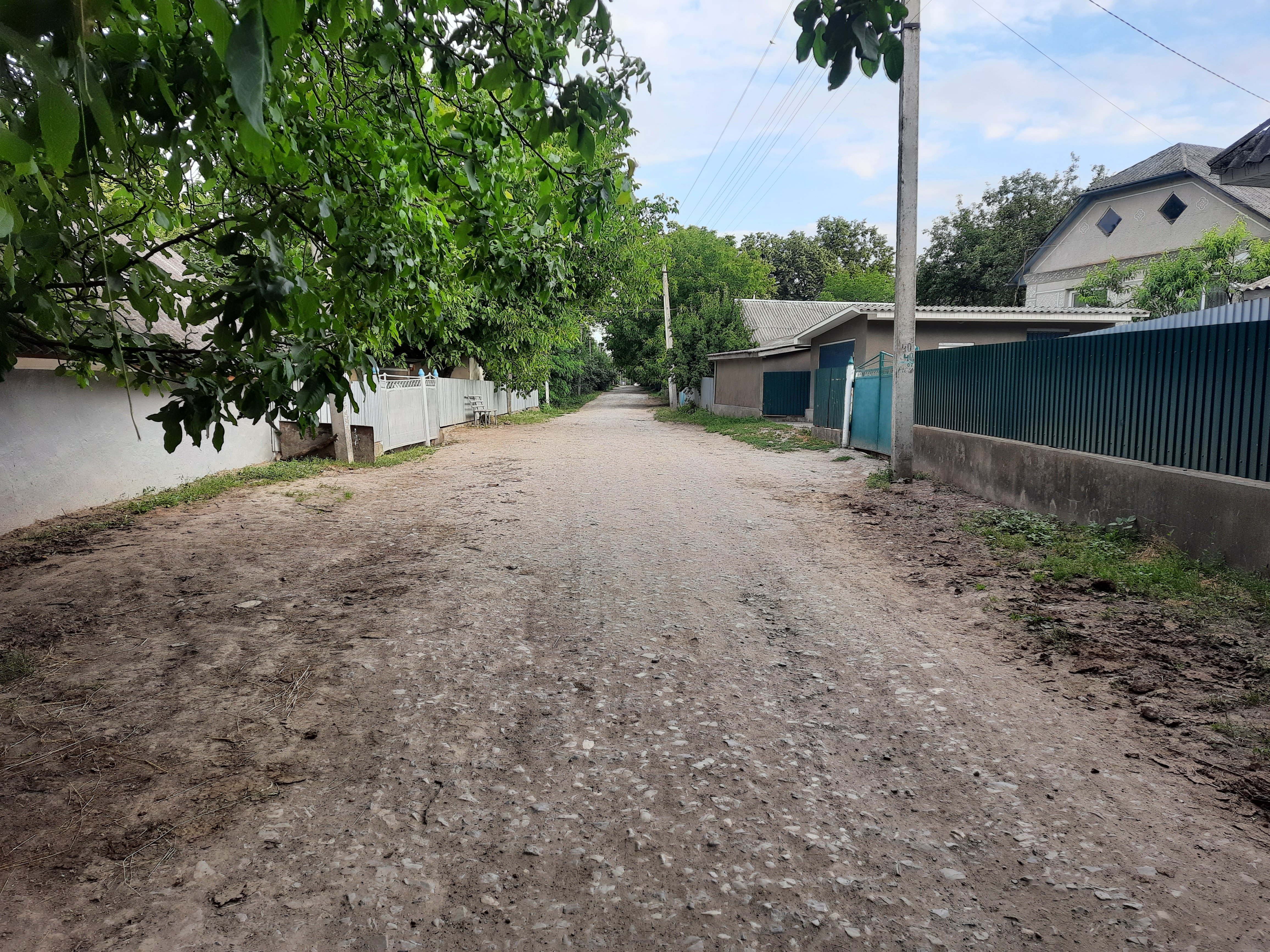
Сільська вулиця
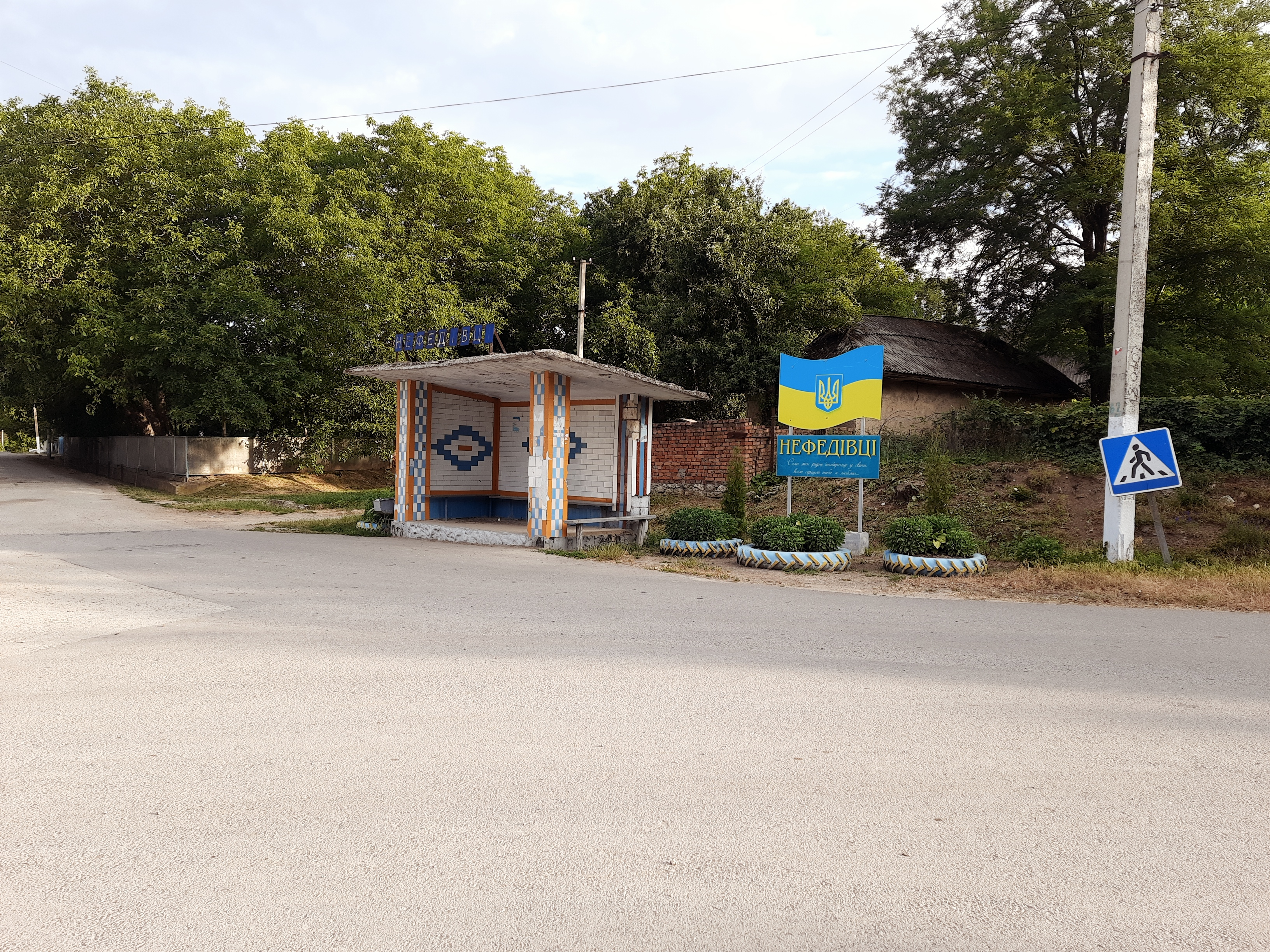
Автобусна зупинка
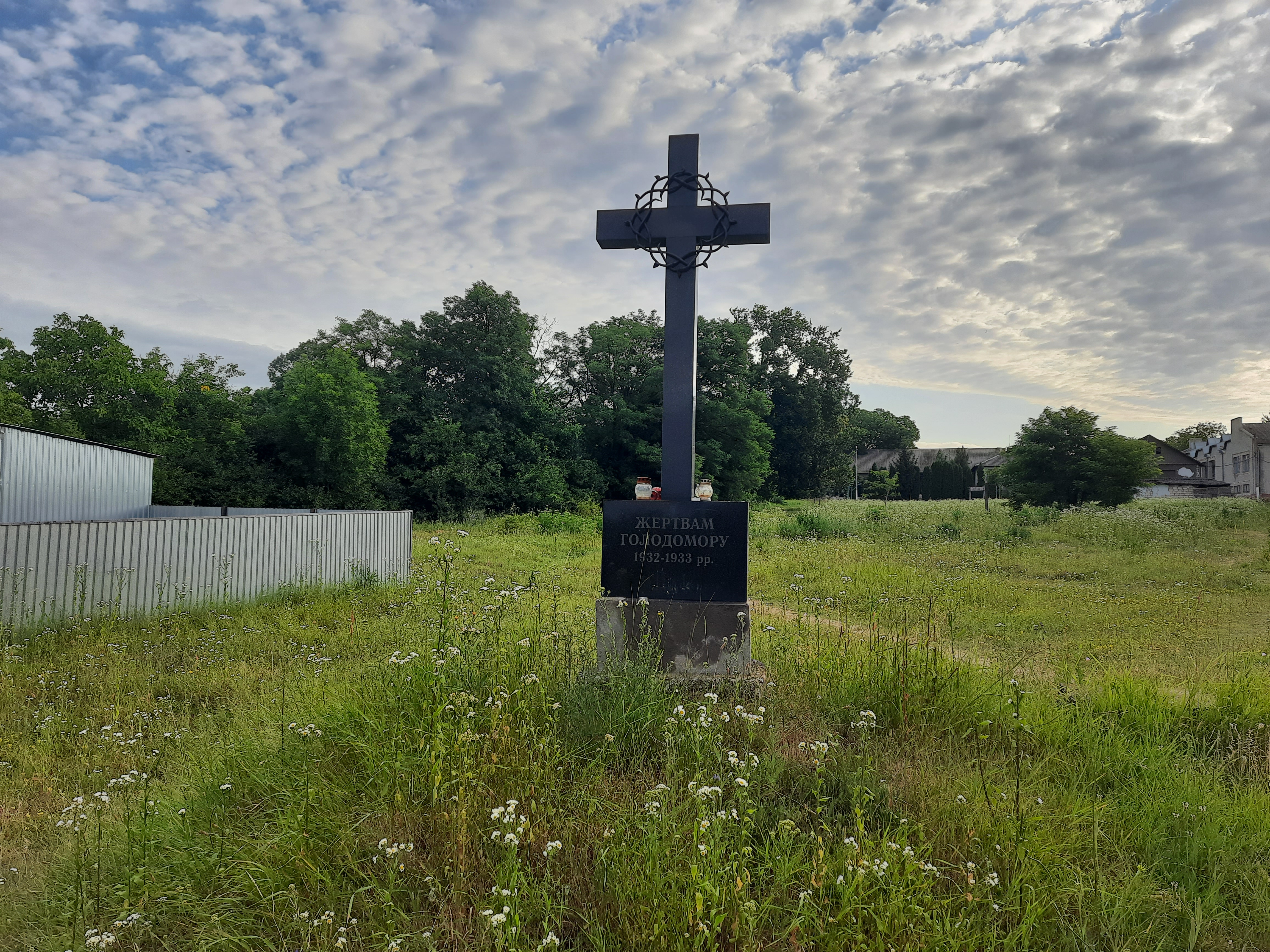
Пам'ятний знак жертвам голодомору